# Demokratie und Recht
Demokratie und Recht (DuR) war eine juristische Fachzeitschrift. Sie wurde 1972 gegründet und erschien vierteljährlich im Kölner Pahl-Rugenstein Verlag. Der Verlag musste 1989 durch ein Konkursverfahren liquidiert werden.

## Geschichte
Die Zeitschrift hatten Helmut Ridder, Wolfgang Abendroth und Wolfgang Däubler nach dem Vorbild der italienischen Zeitschrift Democrazia e diritto gegründet. Zu den Herausgebern der Zeitschrift gehörten u. a.: Wolfgang Abendroth, Axel Azzola, Wilhelm Raimund Beyer, Heinz Düx, Heinrich Hannover, Norman Paech, Peter Römer, Gerhard Stuby und Henner Wolter.
Als presserechtlich verantwortlicher Redakteur seit dem ersten Jahrgang war Hans-Jochen Michels tätig. Von 1985 bis 1993 leitete Norman Paech die Redaktion. Ihre Mitglieder waren u. a.: Karl-Jürgen Bieback, Klaus Dammann, Günter Hörmann, Martin Kutscha, Konstanze Plett und Edda Weßlau. Als Studenten arbeiteten auch Frank-Walter Steinmeier und Brigitte Zypries bis Ende 1984 in der Redaktion mit. In dieser Zeit wurde die Zeitschrift wegen ihrer Argumentationen gegen den Radikalenerlass vom Bundesamt für Verfassungsschutz beobachtet.
Als die DDR ihre Zahlungen Ende 1989 einstellte, musste der Pahl-Rugenstein Verlag Konkurs anmelden. Nach dem Konkurs wurde die Zeitschrift unter dem Titel Demokratie und Recht Zeitschriften-Verlag bis zu ihrer Einstellung im Jahr 1993 fortgeführt.

## Beihefte
Zum Konzept der Zeitschrift zählte die Herausgabe von Beiheften. Bereits im ersten Jahrgang der Zeitschrift erschienen zwei Beihefte. Ihre Autoren waren Wilhelm Raimund Beyer mit einem Text über das Reinheitspostulat in der Rechtsphilosophie (Beiheft 1) sowie Helmut Ridder und Karl-Heinz Ladeur mit einem Gutachten über das politische Mandat der Studentenschaft und Universität (Beiheft 2).

## Quelle
- Mathias Jung (Hrsg.): Für eine bessere Republik. Ein Lesebuch des Pahl-Rugenstein Verlages 1957–1987. Pahl-Rugenstein Verlag, Köln 1987, ISBN 3-7609-1169-2, S. 471f.